# Скребковый конвейер
Скребковый конвейер — (англ. flight conveyor) транспортирующее устройство непрерывного действия, в котором перемещение насыпных грузов осуществляется по неподвижному жёлобу — рештаку, с помощью скребков, закрепленных на одной или нескольких тяговых цепях и погруженных в слой насыпного груза.

## Характеристики скребковых конвейеров
- высота борта — от 100мм
- мощность доставляемого пласта — от 0,8м и выше
- угол падения доставляемого пласта — до 35º
- длина аккумулирующих выработок — 50 м и более

## Применение скребковых конвейеров
- транспортировка породы
- опора при перемещении комбайна, струга

## Рабочие инструменты скребковых конвейеров
- став
- цепь
- скребки
- желоба
- приводная станция
- концевая головка

## Классификация скребковых конвейеров
по назначению
- подземные скребковые конвейеры (для угольных и рудных шахт)
- скребковые конвейеры общего назначения (для поверхности шахт и обогатительных фабрик)
- специальные скребковые конвейеры (применяемые в горнотранспортных машинах)

по характеру выполняемых функций
- доставочные скребковые конвейеры (только транспортировка)
- агрегатные скребковые конвейеры (работают в комплексе с другими выемочными агрегатами, кроме транспортирования другие функции)
- тормозные скребковые конвейеры (спуск угля по выработкам с большим углом наклона)

по виду привода
- скребковые конвейеры с электрическим приводом
- скребковые конвейеры с пневматическим приводом
- скребковые конвейеры с гидравлическим приводом

по типу тяговой цепи
- скребковые конвейеры с роликовтулочной цепью
- скребковые конвейеры с разборной цепью
- скребковые конвейеры с круглозвенной цепью

по расположению рабочей ветви
- скребковые конвейеры с верхней рабочей ветвью
- скребковые конвейеры с нижней рабочей ветвью
- скребковые конвейеры с двумя рабочими ветвями

по способу перемещения конструкции
- переносные скребковые конвейеры
- передвижные скребковые конвейеры